# Marc Somers
Marc Somers (Duffel, 28 juni 1961) is een Belgisch voormalig wielrenner. Hij reed voor onder meer Hitachi-Splendor en Lotto-Merckx.
In 1981 werd hij tweede op het Belgisch kampioenschap achtervolging bij de amateurs. Een jaar eerder was hij zowel bij de junioren als bij de militairen Belgisch kampioen geworden op de weg.

## Belangrijkste overwinningen
1980
- Belgisch kampioen op de weg, Junioren
- Belgisch kampioen op de weg, Militairen

1981
- Eindklassement Ronde van Chili
- Eindklassement Ronde van Bretagne

1984
- Proloog Ronde van Aragon

1986
- Druivenkoers Overijse

## Resultaten in voornaamste wedstrijden
| Jaar | Ronde van Italië | Ronde van Frankrijk | Ronde van Spanje |
| ---- | ---------------- | ------------------- | ---------------- |
| 1984 |                  | opgave              |                  |

| Jaar | Amstel Gold Race | Luik-Bast.‑Luik |
| ---- | ---------------- | --------------- |
| 1984 | 46e              | 31e             |